# Diljalevo
Diljalevo è un centro abitato della Russia.